# Anas undulata
El pato de pico amarillo o ánade picolimón (Anas undulata) es una especie de ave anseriforme de la familia Anatidae común en los humedales del África oriental y austral.